# Franz Karl Mertens

Franz Karl Mertens

Franz Karl Mertens (auch Franz Carl Mertens) (* 3. April 1764 in Bielefeld, Minden-Ravensberg, Preußen; † 19. Juni 1831 in Bremen) war ein deutscher Botaniker. Sein offizielles botanisches Autorenkürzel lautet „Mert.“ Sein Sohn war der Botaniker Karl Heinrich Mertens.   

## Leben
Mertens war der Sohn von Clamor Mertens, ein verarmter Adeliger, so dass kein Geld für seine Schulbildung vorhanden war. Er wurde zunächst zuhause und später mit dem Sohn eines Stadtbeamten unterrichtet. Später konnte er einige Wohltäter finden, die ihm ein Studium der Theologie und Sprachen an der Friedrichs-Universität Halle erlaubten. Nach seinem Studium wurde ihm eine Stelle als Lehrer an der Handelsschule in Bremen angeboten. Er wurde später Professor und Vorsteher der Schule. Hier entdeckte er seine Liebe zur Botanik. Er befreundete sich mit Albrecht Wilhelm Roth, einem Oldenburger Physiker und Botaniker. Zusammen unternahmen die beiden mehrere Reisen durch Europa bis nach Skandinavien, um Pflanzen zu sammeln. Mertens beschrieb neue Algen und illustrierte alle Algen in Roths 3. Band der Catalecta botanica (1806). Mit Wilhelm Daniel Joseph Koch aus Erlangen veröffentlichte er die 3. Auflage der fünfbändigen Flora Deutschlands von Johann Christoph Röhling.
Skizzenbücher und Briefe von Mertens kamen 1962 in den Besitz der Hunt Botanical Library. Unter den 263 erhaltenen Briefen von und an Mertens ist die Korrespondenz mit Carl Adolph Agardh, Jean Baptiste Bory de Saint-Vincent, Augustin-Pyrame de Candolle und Adelbert von Chamisso erwähnenswert.

## Ehrungen
Mertens zu Ehren benannte Albrecht Wilhelm Roth die Gattung Mertensia aus der Familie der Raublattgewächse (Boraginaceae). 1797 wurde Mertens in die Deutsche Akademie der Naturforscher Leopoldina gewählt.